# Tocco vecchio

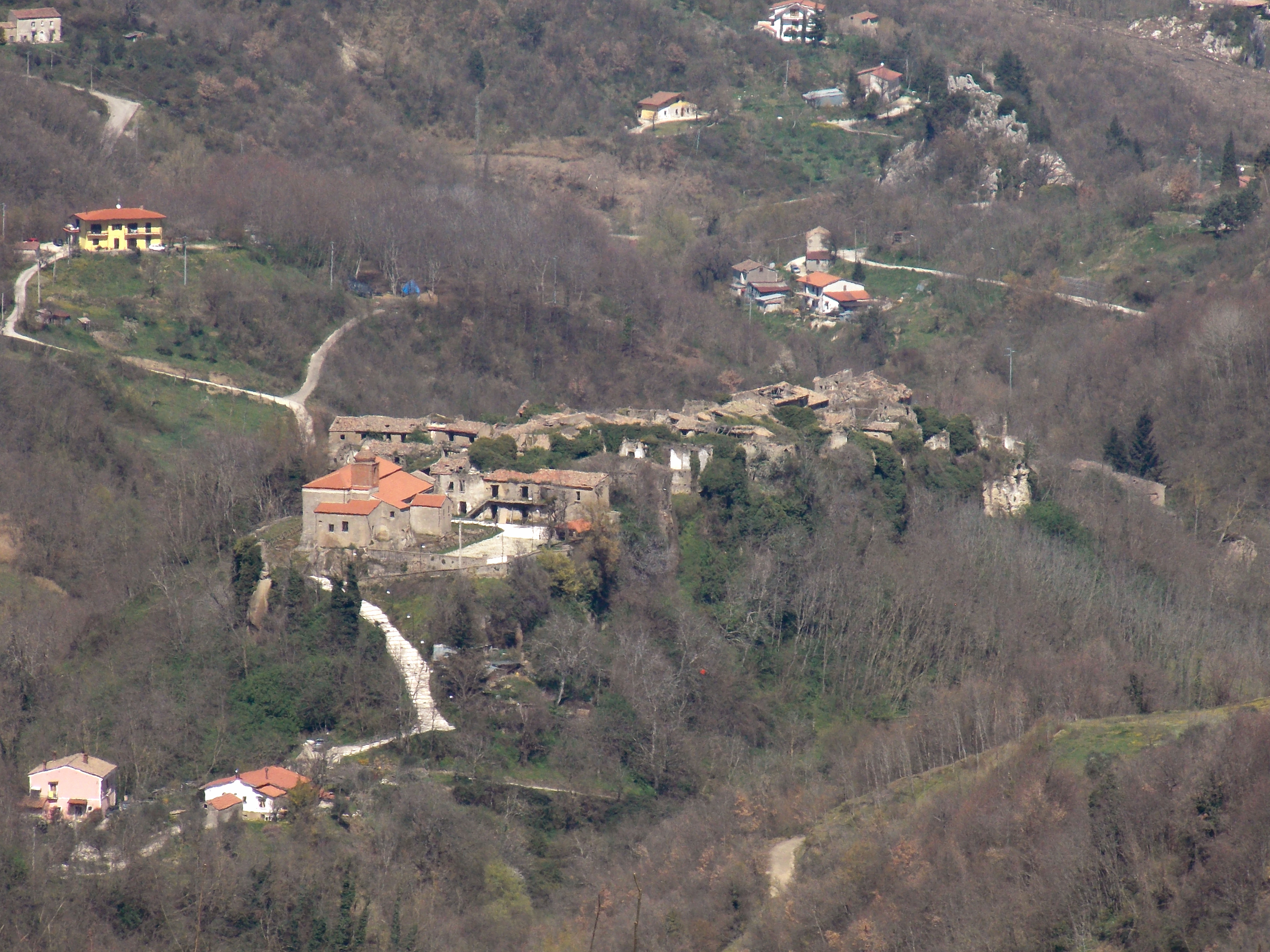
Veduta da sud

Tocco vecchio è il nome comunemente dato al centro storico di Tocco Caudio, in provincia di Benevento. Nel corso del XX secolo, mentre l'abitato veniva interessato da una serie di eventi distruttivi, la popolazione è stata gradualmente spostata altrove, soprattutto nel moderno rione di Friuni. Il paese antico è stato definitivamente abbandonato dopo il terremoto dell'Irpinia del 1980 ed è una città fantasma, rimasta perlopiù in uno stato di graduale disfacimento.

## Storia

Il centro storico di Tocco all'inizio del XX secolo

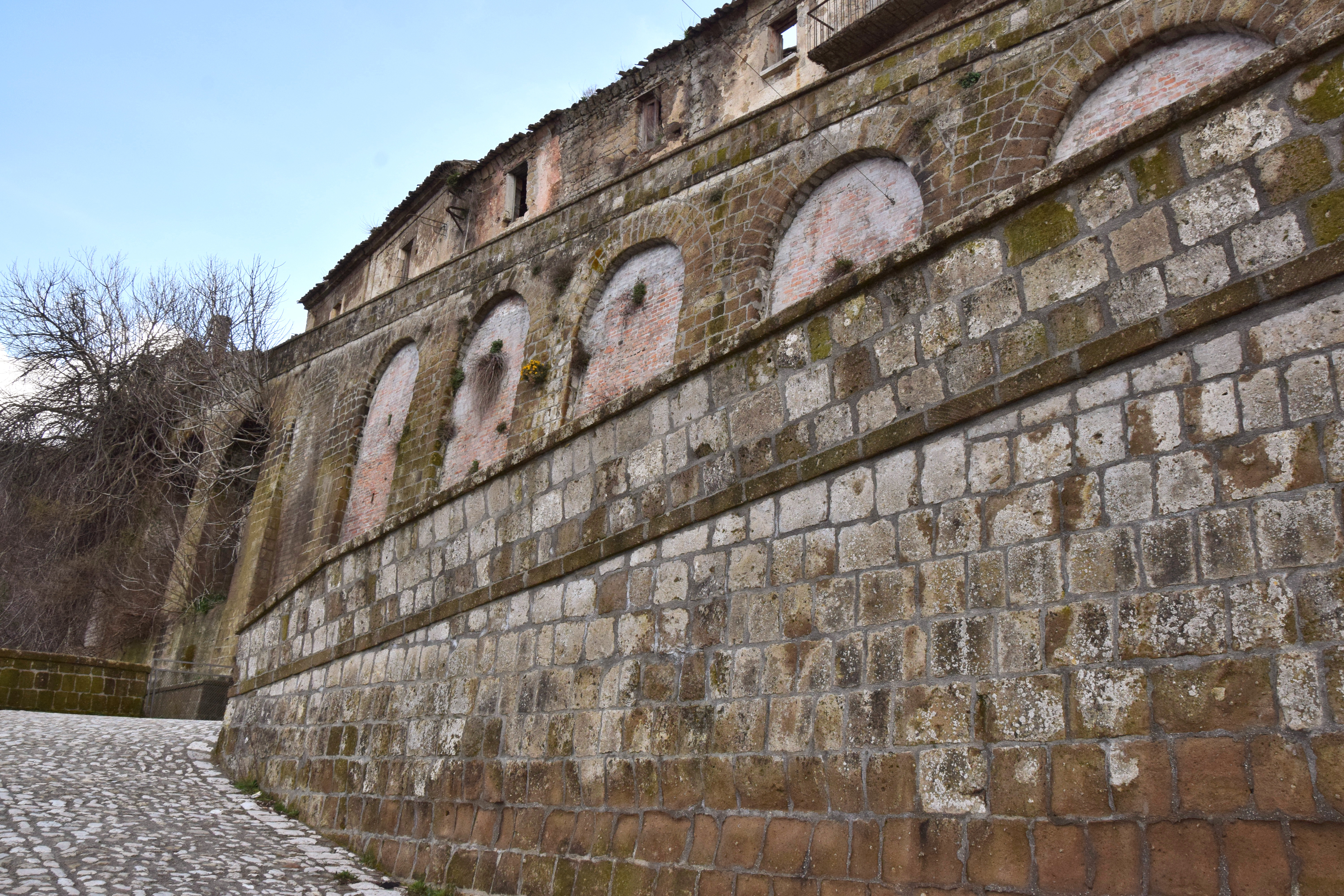
Opere di consolidamento del versante orientale del costone

Il centro antico di Tocco nacque probabilmente durante l'epoca del dominio longobardo con capitale a Benevento. Se ne trova traccia a partire dal 930 e nel 950 era chiamato «castrum». Grazie alla posizione arroccata dell'abitato, nel 971 esso era sede di un gastaldato e nei secoli successivi continuò ad amministrare l'attuale Valle Vitulanese. L'importanza del centro è confermata dalla presenza di una sede vescovile nell'anno 1058 (della quale, però, non esistono ulteriori menzioni).
Nel 1138 Tocco aveva mura e torri abbastanza possenti da resistere per otto giorni prima di cedere ad un assedio effettuato da Ruggero II di Sicilia.
Il borgo fu danneggiato pesantemente dal terremoto del 1293, ma soprattutto dal terremoto del 1456 che lo rase al suolo. Pur tornando ad essere abitato, perse definitivamente l'importanza che aveva in precedenza in favore di Vitulano. Pesantissimi furono anche i danni che il paese subì con il terremoto del 1688.
Nella prima metà del XIX secolo divennero evidenti i problemi di dissesto idrogeologico di cui soffre il costone tufaceo su cui sorgeva Tocco. Solo a fine secolo furono attuati i primi lavori di consolidamento del ciglio del costone, proseguiti poi negli anni Venti. Ciò nonostante, il terremoto del 1930 apportò danni tali da decretare la costruzione di un nuovo abitato in contrada Friuni. 
Tuttavia il vecchio centro di Tocco era ancora in massima parte abitato quando una serie di movimenti franosi negli anni 1950, e poi il terremoto del 1962, costrinsero ad una serie di evacuazioni ed abbattimenti: in tale occasione si ridusse di molto la popolazione rimasta ad abitare sul costone tufaceo. Il suo sgombero totale fu sancito in seguito all'ennesimo sisma del 1980.
Nel 2004 è iniziato l'iter burocratico per un piano di recupero del vecchio centro. Tale progetto prevede in particolare di destinare spazi alla musica, ispirandosi al fatto che il musicista settecentesco Nicola Sala era nativo di Tocco. Negli anni successivi sono stati effettuati i lavori di ristrutturazione della vecchia chiesa parrocchiale di San Vincenzo.

## Struttura urbana
Tocco vecchio sorge su un costone tufaceo dalle pareti ripide, con una superficie allungata in direzione nord-sud, e in salita verso sud. Pur avendo subito numerose ricostruzioni, e anche se la superficie costruita è stata ridotta da una serie di frane, il borgo conserva buona parte del suo assetto urbanistico medievale (forse dell'età longobarda), facente parte della tipologia detta "a fuso" o "a lisca di pesce".
Via Carlo di Tocco è la strada principale: lastricata in pietra, attraversa il borgo per il lungo. Alle due estremità erano le porte di accesso: porta Cauda e porta di Basso. La prima, all'estremità meridionale, fu abbattuta nel 1893 insieme ai ruderi della rocca (di cui sono riemersi alcuni possibili brandelli); fu ricostruita sul versante occidentale per ospitare lo stemma cittadino in pietra, ma anche la ricostruzione è scomparsa. Nei pressi della porta di Basso era la chiesa cattedrale, e poi arcipretale, di San Pietro; anche in quest'area, né la porta né la chiesa sono sopravvissute. La disposizione della rocca e della chiesa principale ai due poli opposti di un abitato allungato, che si rigonfia nel tratto centrale, sono tratti caratteristici di questa tipologia. Non vi è traccia della cinta muraria, che pure doveva essere solidamente costruita quando il paese fu assediato nel 1138.
Quasi in corrispondenza del castello si trova, ancora in piedi, l'ultima delle chiese di Tocco vecchio. È significativo che lo spazio aperto al fianco di quest'ultima sia ricordato con il nome di "fossato".
Ai due lati dell'asse principale sono due serie di vicoli perpendicolari che raggiungono il ciglio del costone, posti in maniera sfalsata per motivi difensivi e per adattarsi all'orografia. Il borgo era densamente costruito, e conserva ancora qualche soppalco che ne scavalca i vicoli: alcune aree furono completamente sgomberate solo in seguito ai crolli, o per alleggerire i versanti del costone (come fu prescritto in una relazione del 1959).
Le opere di consolidamento del costone tufaceo sono ben evidenti ai due lati della porzione settentrionale. Sarebbero state effettuate alla fine del XIX secolo le arcate ad est, che sostengono la strada che risale il costone dal fondovalle; mentre furono costruite fra il 1921 e il 1926 le arcate sul versante opposto. Queste sostenevano una strada già esistente, che doveva servire come percorso carrabile alternativo a via Carlo di Tocco; e sono anche quelle che mostrano i segni più evidenti di cedimento. Lungo questo versante, infatti, si distingue un'ampia porzione distaccatasi dal costone in seguito ad una serie di movimenti franosi, culminati nel sisma del 1962.

## Edilizia civile
L'edilizia di Tocco vecchio è popolare in massima parte. Generalmente le case hanno un piano interrato o seminterrato che fungeva da stalla, un pianoterra (spesso non coincidente con il livello stradale) ad uso di bottega mentre le aree abitative erano localizzate, prevalentemente o del tutto, al piano superiore. Le case più ricche potevano destinare parte del piano terra a stalla o cisterne per l'olio. Mentre le botteghe affacciavano sull'asse principale, alle abitazioni si accedeva prevalentemente dai vicoli, con l'uso di scale interne o esterne, spesso condivise. In quasi tutte le case si trovano camini e forni a legna. Dopo il terremoto del 1962 si denunciava che l'acqua corrente e i servizi igienici nelle abitazioni, invece, non erano ancora molto diffusi.
Le case si ergono direttamente sul costone tufaceo, scavato e modellato per ricavare gli ambienti sotterranei (o anche al piano terra), e forma quasi un corpo unico con le pareti in muratura. Infatti, è lo stesso tufo locale ad essere usato nelle costruzioni, a causa della generale povertà del centro abitato. Vi è solo qualche rara inserzione di blocchi di pietra calcarea, recuperati da edifici più antichi.
Mentre i piani interrati sono anche i più antichi, le pareti in muratura conservano ovunque segni di alterazioni e reintegrazioni effettuate nel corso del tempo. L'edificato attuale è quasi del tutto successivo al terremoto del 1688, ma datarlo con più precisione è difficile. La maggior parte delle murature è costituita di due paramenti in blocchi di tufo, più o meno regolari, legati a malta, con un nucleo interno di materiale vario. Porzioni murarie costruite interamente in blocchi di tufo listati sono spesso usate come scarpe o altri rinforzi.

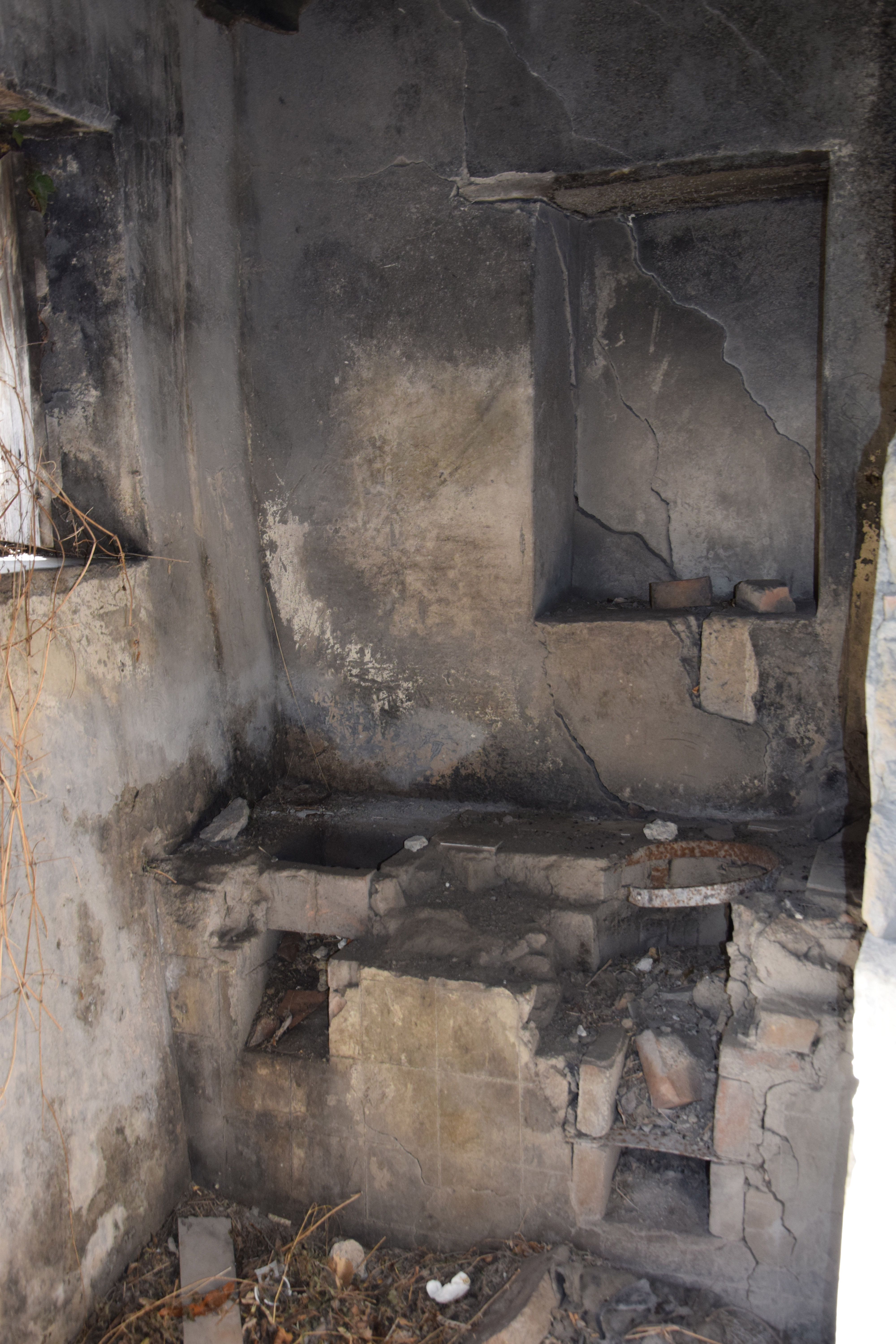
L'angolo cottura di un'abitazione

I solai si reggono prevalentemente su travi di legno, salvo qualche eccezione più moderna. Sono comuni anche le volte costruite con i cosiddetti carusielli, tubi cavi in laterizio con un'apertura in una delle due estremità. Anche i tetti sono costruiti con semplici ossature in legno su cui i coppi sono appoggiati direttamente. Sono svariati i sopportici, ovvero gli ambienti chiusi che collegano i piani alti delle case sormontando una stradina, ricorrendo ad una copertura che può essere un solaio o una volta. Negli ambienti interni è comune l'uso della carta da parati a doppio strato, risalente alla prima metà del XX secolo.
Nelle case di Tocco vecchio si trovano ben pochi accorgimenti costruttivi che ne migliorassero la resistenza antisismica (sopportici di collegamento e contrafforti sono i migliori esempi); al contrario, spesso vi sono fattori di debolezza evidenti e variegati, che hanno addirittura potuto innescare serie di crolli a catena. Fra questi sono il mancato sfalsamento dei blocchi di tufo, le congiunzioni inefficaci fra pareti contigue, i solai non saldamente assicurati alle pareti e posti ad altezze diverse fra edifici contigui, i tetti che tendono a spanciarle, le aperture nelle pareti non allineate verticalmente e alterate nel corso del tempo.
Sono rimasti pochi elementi architettonici di rilievo a Tocco vecchio, anche perché il centro è stato spogliato sistematicamente del materiale di valore in seguito al suo abbandono. Fa eccezione una bifora di età angioina nei pressi della chiesa madre, conservata solo in parte e originariamente divisa a metà da una colonna tortile. Poco più in là è ben distinguibile casa Marcarelli, dimora del poeta e gerarca fascista Amedeo Marcarelli.

## Chiese
Nello spazio piuttosto ristretto di Tocco vecchio sono attestate più chiese, quasi tutte scomparse.
- Chiesa parrocchiale di San Vincenzo e cappella del Santissimo Corpo di Cristo

La chiesa di San Vincenzo probabilmente trae le sue origini da un insediamento monastico dipendente dall'abbazia di San Vincenzo al Volturno, ed esistente già nel X secolo. A partire dal XIV secolo era chiesa parrocchiale e nel XVI secolo aveva il titolo di "abbazia"; fu poi distrutta dal terremoto del 1688, e la sede parrocchiale passò nella cappella annessa del Santissimo Corpo di Cristo. L'edificio, danneggiato da un incendio negli anni Sessanta e ristrutturato attorno al 2010, si presenta con un'aula principale e, alla sua sinistra, la cappella del Corpo di Cristo.
- Chiesa di San Pietro

Si trovava «sopra la porta di basso». È identificata con la chiesa cattedrale di Tocco, la cui diocesi è attestata nel 1058 (ma non successivamente). Nel 1109 la si trova come chiesa arcipretale, ma tale dignità veniva spostata alla chiesa di Sant'Andrea a Cacciano. Tuttavia, prima del terremoto del 1688, gli arcipreti di Cacciano dovevano ancora prendere possesso prima della chiesa di San Pietro e poi officiare in entrambe le chiese, sei mesi ciascuna. Il terremoto del 1688 distrusse la chiesa di San Pietro, ma ancora nel 1692 l'arcivescovo beneventano Vincenzo Maria Orsini ricordava che gli arcipreti di Cacciano dovevano officiare almeno una volta sui ruderi della chiesa distrutta.
La chiesa aveva tre altari. Oltre all'altar maggiore vi erano quello della Santissima Trinità e di sant'Antonio di Vienna, di giuspatronato delle famiglie Tontoli e Sala rispettivamente. L'altar maggiore custodiva varie reliquie, poi trasferite nella cappella della confraternita del Santissimo Corpo di Cristo.
- Chiesa di San Biagio

La chiesa non si trovava nel borgo murato ma ai piedi di esso, nella contrada La Riola. Fu eretta nel 1621 in sostituzione di un'omonima chiesa che esisteva già un secolo prima ed era finita distrutta insieme al casale in cui si trovava, Tremacieri. Consacrata dall'Orsini nel 1700, fu chiesa parrocchiale almeno a partire da tale anno. La parrocchia di San Biagio fu unita a quella di San Vincenzo nel 1968.
La chiesa di San Biagio aveva un unico altare. Al 1700, la locale universitas contribuiva al suo sostentamento.
- Chiesa e convento di Santa Maria di Montevergine

La chiesa di Santa Maria si trovava in corrispondenza dell'omonimo vicolo di Tocco vecchio. È menzionata per la prima volta in un documento del 1155; entro il 1190 vi fu annesso un convento di monaci verginiani. Inoltre sono attestate donazioni di immobili ai frati, nel 1335-1336, perché vi inaugurassero un ospedale per i poveri. Nel 1653 papa Innocenzo X soppresse il cenobio per la scarsità delle sue entrate, e nella chiesa si insediò la Confraternita del Santissimo Rosario. Il terremoto del 1688 la distrusse.
Alla chiesa era annesso un cimitero. Una breve sequenza di volte a crociera nel vico Santa Maria potrebbe essere una traccia residua del chiostro.